# Peter Abir Antonisamy

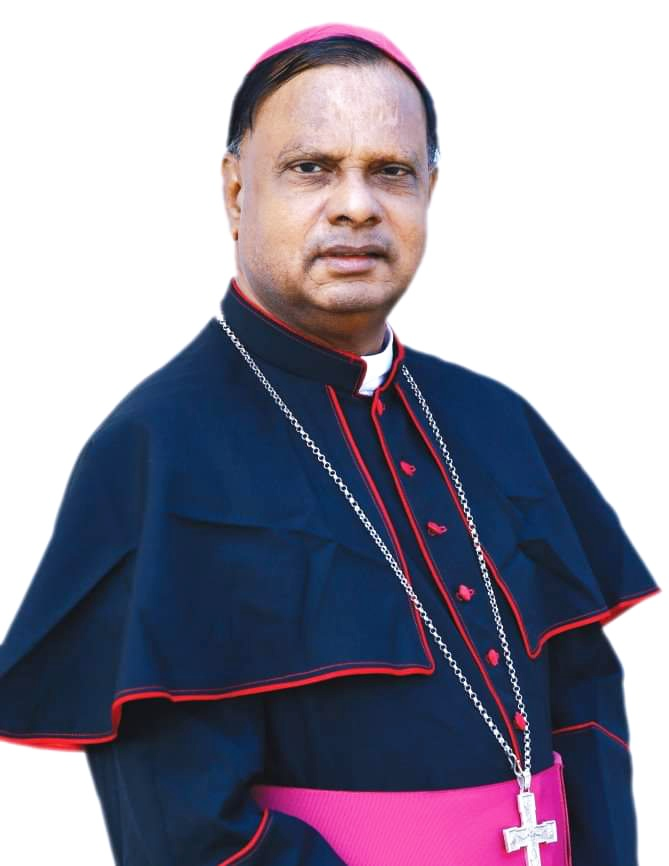
Peter Abir Antonisamy, 2021

Peter Abir Antonisamy (* 14. Oktober 1951 in Sathipattu, Tamil Nadu) ist ein indischer Geistlicher und römisch-katholischer Bischof von Sultanpet.

## Leben
Peter Abir Antonisamy besuchte die R.C. Elementary School in Sathipattu und die St. Joseph’s Higher Secondary School in Cuddalore. Anschließend besuchte er das St. Joseph’s College in Tiruchirappalli. 1970 trat Abir Antonisamy in das Kleine Seminar St. Agnes in Cuddalore. Von 1971 bis 1979 studierte Peter Abir Antonisamy Katholische Theologie und Philosophie am Priesterseminar Sacred Heart in Poonamelle. Er empfing am 1. Mai 1979 das Sakrament der Priesterweihe für das Erzbistum Pondicherry und Cuddalore.
Von 1979 bis 1981 war Abir Antonisamy Vikar in Athipakkam. 1983 erwarb er einen Master in Biblischer Theologie am St. Peter’s Pontifical Institute in Bangalore. Anschließend war Peter Abir Antonisamy als Sekretär des Erzbischofs von Pondicherry und Cuddalore sowie als Kanzler der bischöflichen Kurie tätig. Von 1984 bis 1986 war er Professor für Biblische Theologie am Good Shepherd Seminary in Coimbatore. 1986 wurde Abir Antonisamy Pfarrer in Kurumbagaram. Peter Abir Antonisamy erwarb 1987 an der University of Titrupathy einen Master in Literatur und Geschichtswissenschaften. Von 1987 bis 1990 war er Direktor des St. Paul’s Bible Institute in Poonamelle. Abir Antonisamy setzte von 1990 bis 1996 seine Studien in Rom fort. In dieser Zeit lebte er im Päpstlichen Kolleg St. Petrus Apostel. 1994 erwarb Peter Abir Antonisamy am Päpstlichen Bibelinstitut ein Lizenziat in Biblischer Theologie. Abir Antonisamy wurde 1996 an der Päpstlichen Universität Gregoriana im Fach Biblische Theologie promoviert. Von 1996 bis 2004 war er erneut Direktor des St. Paul’s Bible Institute in Poonamelle. Seit 2002 war Abir Antonisamy zudem stellvertretender Sekretär des Tamil Nadu Bishops’ Council und Koordinator für Südasien in der Catholic Biblical Federation. Von 2004 bis 2010 war Peter Abir Antonisamy Direktor des Tamil Nadu Biblical, Catechetical and Liturgical Centre. 2010 wurde Abir Antonisamy Direktor des Emmaus Spirituality Centre in Sithanagur, das er 2004 gründete.
Am 28. Dezember 2013 ernannte ihn Papst Franziskus zum ersten Bischof von Sultanpet. Die Bischofsweihe spendete ihm der Apostolische Nuntius in Indien, Erzbischof Salvatore Pennacchio, am 16. Februar des folgenden Jahres. Mitkonsekratoren waren der Erzbischof von Verapoly, Francis Kallarakal, und der Bischof von Coimbatore, Thomas Aquinas Lephonse. Seit 27. Januar 2021 ist Peter Abir Antonisamy zudem Apostolischer Administrator des Erzbistums Pondicherry und Cuddalore.